# Cantonul Le Quesnoy-Ouest
Cantonul Le Quesnoy-Ouest este un canton din arondismentul Avesnes-sur-Helpe, departamentul Nord, regiunea Nord-Pas-de-Calais, Franța.

## Comune
- Bry
- Eth
- Frasnoy
- Gommegnies
- Jenlain
- Le Quesnoy (Kiezenet) (parțial, reședință)
- Maresches
- Orsinval
- Preux-au-Sart
- Sepmeries
- Villereau
- Villers-Pol
- Wargnies-le-Grand
- Wargnies-le-Petit